# Cedant arma togae
Cedant arma togae es una locución latina cuya traducción literal es: "Que las armas cedan a la toga".
Primer hemistequio de un verso citado por Cicerón en alabanza propia (De officiis, I, 77) en memoria de su consulado. Se emplea esta frase para expresar que el gobierno militar, representado por las armas, debe ceder el paso al gobierno civil,
representado por la toga.